# Esquirol de Brooke
L'esquirol de Brooke (Sundasciurus brookei) és una espècie de rosegador de la família dels esciúrids. És endèmic de l'illa de Borneo (Indonèsia i Malàisia). Es tracta d'un animal diürn i arborícola. El seu hàbitat natural són els boscos alts de montà. És una espècie en risc mínim, és a dir, no sembla que hi hagi cap amenaça significativa per a la seva supervivència.
Fou anomenat en honor del segon rajà de Sarawak, Charles Brooke.